# Quo elongati
Quo elongati (deutsch ‚Je weiter entfernt‘) ist eine am 28. September 1230 veröffentlichte, päpstliche Bulle von Gregor IX. Der Papst  erklärte mit ihr das Testament des Franz von Assisi für nicht dringend rechtsverbindlich. Diese Bulle trug erheblich zum im Franziskanerorden entflammten Armutsstreit bei. Die Brüder hatten eine Delegation nach Rom gesandt, um die Kontroverse beizulegen. Mit der Bulle Quo elongati gab der Papst seine Antwort auf die strittigen Fragen.
Er griff in ihr das Armutsideal der Franziskaner an, erlaubte die Abwicklung von Geschäften mittels bargeldloser Zahlungen. Diese Zusage verknüpfte Gregor IX., der ein großer Förderer der Franziskaner war, mit der Auflage, die Geschäfte durch einen Mittelsmann – quasi einem Treuhänder, welcher kein Ordensangehöriger sein durfte – durchzuführen. Mit diesem juristischen Schachzug erreichte er, dass das Testament des heiligen Franziskus zwar sinngemäß ins Gegenteil verdreht wurde, aber dem Wort nach nicht der Besitzlosigkeit widersprach.
Im Einzelnen wurde festgelegt, dass
- das Testament des Franziskus keinen verpflichtenden Charakter hat,
- die Beobachtung der evangelischen Räte zentral sei,
- Mittelspersonen (Nuntien) Geldalmosen für Brüder annehmen dürfen,
- die Brüder zwar kein Besitzrecht, wohl aber ein Gebrauchsrecht haben,
- der Orden von lokaler kirchlicher Jurisdiktionsgewalt weitgehend befreit ist. (nachgereicht durch die Bulle Nimis iniqua von 1231)